# Inname van Menen (1578)
De Inname van Menen was tijdens de Tachtigjarige Oorlog een inname van de stad Menen op 1 oktober 1578, door malcontenten onder leiding van Emanuel Filibert van Lalaing.

## Achtergrond
Menen was een open stad, totdat Menen zich aansloot bij de Nederlandse Opstand. De Gentse calvinisten namen een initiatief om de stad van vestingwerken te voorzien. Er werd een aarden stadswal opgeworpen met gracht en palissaden met daarin drie stadspoorten; de Ieperse-, de Brugse- en de Kortrijkse poort. De vierde (Rijselsepoort) lag open aan de Leieoever.
Na de onverwachtse dood van Don Juan werd Parma tot nieuwe landvoogd van de Nederlanden benoemd. Vooral binnen de Waalse gewesten, maar ook elders, zoals in Vlaanderen en Brabant, was men nog altijd bijzonder gesteld op het oude geloof. De "ontevredenen" hadden besloten zich te Atrecht (Arras) te verenigen in de Unie van Atrecht. Op 17 mei 1579 tekenden de Staten van Henegouwen en Artesië benevens die van Rijsel, Dowaai en Oorschie daar in de abdij van Sint-Vaast het verdrag van ‘reconciliatie’ met de koning. Dit bepaalde dat met behoud van het katholicisme en van het koninklijk gezag de privilegiën zouden worden gehandhaafd, de Pacificatie met de Unie van Brussel en het Eeuwig Edict bevestigd, dat alle vreemde soldaten zouden vertrekken om door een eigen Nederlands leger vervangen te worden, de citadellen en andere vestingen zouden aan de ingeborenen worden overgedragen. En na zes maanden zou een prins van den bloede als landvoogd optreden. Als reactie hierop zou in de noordelijke gewesten de Unie van Utrecht worden afgesloten. Ook enkele Vlaamse en Brabantse steden hadden zich bij die unie aangesloten. De "ontevredenen" vielen als reactie hierop, openlijk de staatsen weer af, zij verenigden zich als malcontenten.

## Inname
Emanuel Filibert van Lalaing had zich aan het hoofd gesteld aan een regiment muitende Waalse soldaten uit het Staatse leger. Uit protest tegen het uitblijven van soldij voor zijn regiment, de opgelegde religievrede en de houding van Gent had hij zich voorgenomen de open stad Menen in te nemen. Na de inname werd Menen in gebruik genomen als basis voor strooptochten op het Vlaamse platteland.

## Nasleep
Deze gelegenheid was voor Parma zeer gunstig, hij wist met behulp van de malcontenten in juli en augustus de gehele kuststrook met de steden Duinkerke, Nieuwpoort en Diksmuide te heroveren. De grote voordelen daarvan waren dat hij weer toegang had vanaf het land naar de zee en dat hij vanuit Duinkerke de Engelse en Nederlandse scheepvaart kon hinderen. Door de inname van Menen kwam het tot een openlijke oorlog tussen dit gedeelte (malcontenten) van het Staatse leger en het graafschap Vlaanderen. De Gentenaars dachten aan verraad en traden steeds harder op tegen katholieken. Ook stopten ze financiering van de Generaliteit, totdat de laatste muitende Waalse soldaat uit Vlaanderen verdreven zou zijn. Menen bleef tot 22 oktober 1579 onder gezag van de malcontenten. De stad werd toen vanuit Kortrijk door Schotse troepen heroverd en opnieuw onder Staats gezag gebracht onder bevel van de Schot Bafour. In 1582 werd Menen door het leger van Vlaanderen onder bevel van Parma weer ingenomen. Lalaing veroverde met enkele andere malcontentengroepen ook Kassel, Wervik en Boezinge. De bevolking van Menen was vanaf 1578 massaal vertrokken naar Haarlem, waardoor de economische achteruitgang werd ingezet, de weefindustrie zou de komende tien jaren zelfs halveren.